# Friedensroute
De Friedensroute is een langeafstandsfietsroute in Duitsland vernoemd naar de Vrede van Münster. De lusvormige route start in Münster en verbindt deze stad met Osnabrück. Het traject is bewegwijzerd in twee richtingen.

## Traject
De route start in Münster waar kan worden aangesloten op de EuroVelo EV2 Hoofdstedenroute. Ook kan de EV3 Pelgrimsroute verder gevolgd worden.
In Osnabrück kan worden aangesloten op het vervolg van de EV3 Pelgrimsroute noordwaarts middels de Brückenradweg.

## Aansluitingen met Europese routes
- In Münster sluit de route aan op de EuroVelo EV2 Hoofdstedenroute.

## Aansluitingen met andere routes
- In Münster kan worden aangesloten op de 100 Schlösser Route.
- In Osnabrück kan worden aangesloten op de Brückenradweg.
- Op elk willekeurig punt kan gebruik worden gemaakt van het fietsroutenetwerk ter plaatse.